# Pueblo luyia
El grupo luyia es también conocido como abaluya, baluya, luhia, luhya, kiluyia o wakavirondo. Está formado por entre 15 y 20 comunidades distintas que habitan al sur del monte Elgon (Uganda) y la ribera norte del lago Victoria (Kenia). En torno al siglo XVI varios clanes y subgrupos luyia formaron el reino Wanga que durante el siglo XIX fortaleció su estructura y territorio. Su actual rey es Peter Nantinda Mumia.
Entre los grupos integrantes del país luyia se mencionan los abaisukha, abaidakho, buku-su, abakabrasi, abawanga, abanyala, nyole, maragoli, samia, shisa, trichi (tiriki), marama, marachi, tsotso y khekhe.
Con más de 6 millones de personas identificadas con alguno de los grupos luyia, es el segundo grupo étnico mayor de Kenia con 6.823.842 personas según el censo de 2019.
Se discute si tienen un origen común bantú o su identidad como grupo étnico es producto de una prolongada vecindad desde el siglo VII. Incluso hay autores que consideran que el grupo luyia no constituye una identidad hasta el siglo XVI y otros directamente sostienen que su existencia es una invención de intelectuales africanos por necesidades políticas.

## Idioma

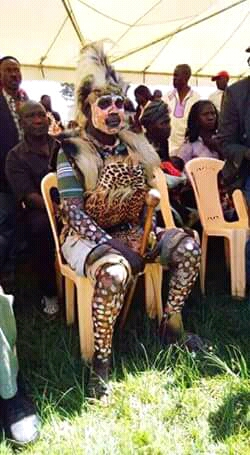
Rey luyia en ceremonia pública

El idioma luyia es parte de las lenguas bantúes de los Grandes Lagos. Hay entre 15 y 26 dialectos de luyia recogidos en diversos estudios. Los más citados son isukha, idakho, busuku, kabras, wanga, banyala, banyole, maragoli (logoli), samia, kisa (shisa), batirichi (tiriki), marama, marachi, bastosto, bakhekhe y batachoni kanyoro.

## Historia

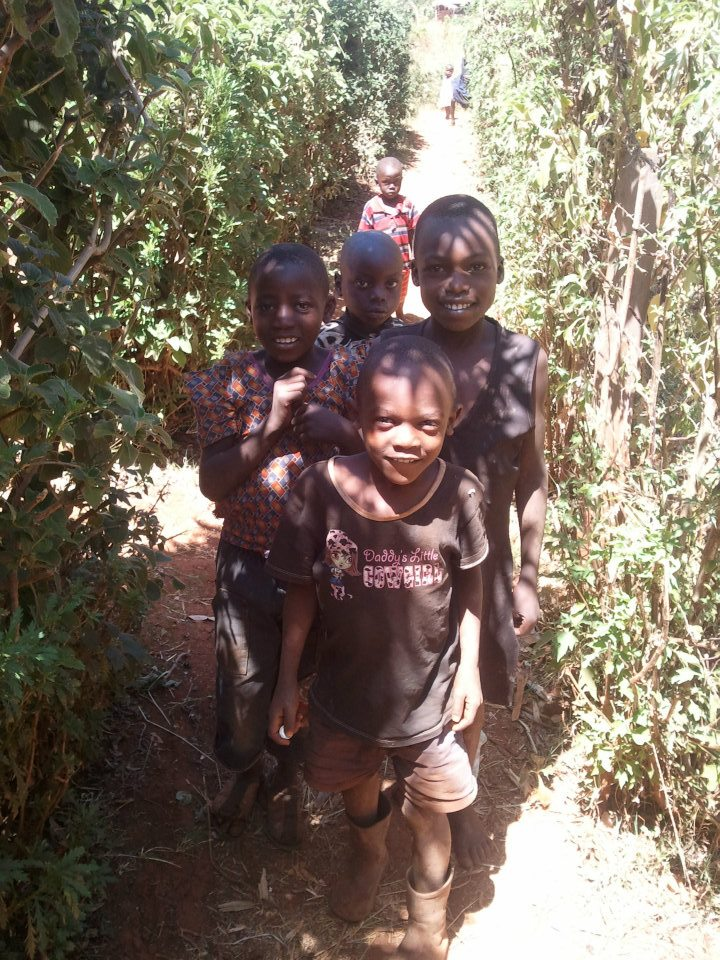
Niños luyia

Durante la expansión bantú de la Edad del Hierro africana, un grupo de comunidades llegaron a la ribera oeste del lago Victoria, especialmente al norte del golfo Wami en una cronología anterior al siglo VI. De la evolución e integración con otros grupos, entre ellos los cusitas, nacieron nuevos pueblos, entre ellos uno conocido como protogrupo luyia-gisu. Este grupo probablemente hablaba un dialecto de una única lengua bantú oriental sobre el siglo VI. El proceso de diferenciación  de las lenguas de este origen se intensificó y para el siglo XI se hablaban varias lenguas diferentes e ininteligibles entre las comunidades de la región. Para estas fechas en la ribera noroeste del lago Victoria se identifica al protogrupo luyia-gisu con la lengua proto-luyia-gisu.
La convivencia con pueblos del entorno del lago Victoria y el monte Elgon tuvo en el siglo XVI un nuevo episodio de integración étnico y cultural con un grupo de origen nilota, el pueblo kalenjin. Este episodio derivó en una organización más clánica de las nuevas comunidades..
El movimiento de poblaciones que se atraviesan, se asientan e integran a las comunidades del lago Victoria, como los luyia se mantienen hasta el siglo XIX. Las identidades se consolidan y a la vez se regeneran gracias a los intercambios de tradiciones, matrimonios, apropiación de lenguas, etc.

### Reino Wanga
El incremento comercial del siglo XVI permitirá la creación del reino Wanga entre los luyia. Un pequeño estado que era constantemente asediado por los pueblos pastores vecinos. A mediados del siglo XIX comenzará el reinado de Shiundu, quien asentará el poder y extenderá los dominios más allá de los territorios tradicionales luyia. En 1882, con el reino consolidado y expandido asumirá su hijo Mumia.
Favorecieron la consolidación del reino Wanga la actividad comercial de las rutas Suajili, la utilización de mercenarios masái y la introducción de fusiles en las milicias, pero sobre todo, el apoyo de los ingleses que los veían como instrumento útil para la colonización. Las relaciones diplomáticas del reino Wanga con la colonia británica permitirá un reconocimiento formal de los territorios luyia por parte de los occidentales en 1912.
Luego de un período de buenas relaciones diplomáticas, el reino cambiará de posición convirtiéndose en una fuerza anticolonial.

## Cultura
Existen entre 15 y 26 dialectos reconocidos entre los luyia, pero al mismo tiempo hay una identidad grupal de que todos ellos forman parte de una lengua común del grupo.
Otro elemento identitario de peso son los rituales y ceremonias en el ámbito de las sociedades iniciáticas, la circuncisión masculina, el casamiento polígamo, las ceremonias fúnebres y los ritos de pasaje.

## Religión.
La tradición religiosa luyia fue un sincretismo de las dos grandes corrientes espirituales del África oriental entre los siglos VI y XI. Por una parte una creencia monoteísta en un gran dios creador y al mismo tiempo un sistema ritual donde el culto a los antepasados ocupa un lugar central.
A principios del siglo XX el cristianismo se va imponiendo dentro de la comunidad luyia. A Jakobo Buluku y Daniel Sande se atribuye la fundación de la Diniya Roho, Iglesia del Espíritu Santo. Una devoción cristiana que practicaba el bautismo por el espíritu santo, el don de hablar en lenguas y la libre confesión de los pecados como claves de sus rituales y creencias.

## Economía
Los luyia fueron tradicionalmente pastores y agricultores. Destacan sus plantaciones de maíz, café, caña de azúcar, algodón y tabaco.